# Karren Karagulian
Karren Karagulian  (arménien :  Կարեն Կարագուլյան: Karen Karagulyan; né en 1969) est un acteur arméno-américain.
Il est surtout reconnu pour ses collaborations avec le réalisateur Sean Baker, avec qui il collabore depuis le début des années 1990. En 2024, il a été nommé pour l'Independent Spirit Award de la meilleure performance dans un second rôle pour son rôle dans Anora.

## Carrière
Karagulian est né en Arménie soviétique. Il a quitté la RSS d'Arménie à 18 ans et a servi dans l'armée soviétique à Saint-Pétersbourg. Il a ensuite immigré à New York à l'âge de 20 ans, où il a rencontré pour la première fois Sean Baker, qui fréquentait l'Université de New York à l'époque,. En plus de jouer dans tous les films de Baker, Karagulian est également crédité comme producteur sur Tangerine, expliquant « pour Tangerine, j'ai aidé à trouver des acteurs arméniens, écrit des dialogues arméniens, traduit ou écrit des sous-titres pour le film ».
En 2024, Karagulian a joué dans le film Anora de Baker. Concernant l'histoire du film, Karagulian a expliqué : « Nous avons commencé à écrire une histoire ensemble en 2009 – c'était comme une histoire entre potes qui se déroulait à Brighton Beach. Nous essayions de la réaliser, mais nous n'arrivions pas à la financer… Il y a quelques années, il m'a appelé et m'a dit qu'il avait écrit un scénario qu'il voulait que je lise, et il m'a envoyé Anora. J'étais impressionné par la qualité et la précision du scénario. J'en suis tombé amoureux. Et bien sûr, nous avons toujours communiqué sur les noms des personnages, les lieux, les dialogues arméniens ou russes ». 
Alors que que Karagulian avait envisagé de prendre sa retraite d'acteur avant Anora, le succès du film a suscité une attention accrue et a rajeuni sa carrière. 

## Filmographie
- 2004 : Take Out de Sean Baker et Tsou Shih-ching : Chicken or beef
- 2008 : Prince of Broadway de Sean Baker : Levon
- 2012 : Starlet de Sean Baker : Arash (également coproducteur)
- 2015 : Tangerine de Sean Baker : Razmik
- 2017 : The Florida Project de Sean Baker : Narek
- 2021 : Red Rocket de Sean Baker : Arash
- 2024 : Anora de Sean Baker : Toros
- 2025 : The Man with the Bag d' Adam Shankman
- 2026 : The Adventures of Cliff Booth de David Fincher

## Distinctions
Il est nommé pour l'Independent Spirit Award du meilleur second rôle pour Anora.